# جوزف کامپانلا
جوزف کامپانلا (انگلیسی: Joseph Campanella؛ زادهٔ ۲۱ نوامبر ۱۹۲۴ – درگذشته ۱۶ مه ۲۰۱۸) بازیگر اهل ایالات متحده آمریکا بود.